# Inocencio Sosa
Inocencio Sosa es un pequeño paraje rural del partido de Pehuajó, provincia de Buenos Aires, Argentina.

## Ubicación
Se ubica al norte de la ciudad de Pehuajó, distante 24 km, a través de la Ruta Nacional 226. 

## Población
Cuenta con 31 habitantes (Indec, 2010). El censo de 2001 del INDEC había sido considerada población rural dispersa.

## Historia
La localidad se crea a partir de la llegada del Ferrocarril Provincial de Buenos Aires en 1914. El cierre del ramal en 1960 obligó a un gran éxodo de sus habitantes hacia ciudades más grandes.